# Lutas nos Jogos Olímpicos de Verão de 1980
As lutas nos Jogos Olímpicos de Verão de 1980 foram realizadas em Moscou, com vinte eventos disputados, sendo dez categorias de luta greco-romana e dez categorias de luta livre. Apenas homens participaram da modalidade.

## Eventos da luta
Luta livre: até 48 kg | 48-52 kg | 52-57 kg | 57-62 kg | 62-68 kg | 68-74 kg | 74-82 kg | 82-90 kg | 90-100 kg | +100 kg 

Luta greco-romana: até 48 kg | 48-52 kg | 52-57 kg | 57-62 kg | 62-68 kg | 68-74 kg | 74-82 kg | 82-90 kg | 90-100 kg | +100 kg

## Luta livre

### Luta livre - até 48 kg
| Pos. | País                  | Atletas          |
| ---- | --------------------- | ---------------- |
|      | Itália (ITA)          | Claudio Pollio   |
|      | Coreia do Norte (PRK) | Jang Se Hong     |
|      | União Soviética (URS) | Sergei Kornilaev |

### Luta livre - 48-52 kg
| Pos. | País                  | Atletas            |
| ---- | --------------------- | ------------------ |
|      | União Soviética (URS) | Anatoly Beloglazov |
|      | Polônia (POL)         | Władyslaw Stecyk   |
|      | Bulgária (BUL)        | Nermedin Selimov   |

### Luta livre - 52-57 kg
| Pos. | País                  | Atletas             |
| ---- | --------------------- | ------------------- |
|      | União Soviética (URS) | Sergei Beloglazov   |
|      | Coreia do Norte (PRK) | Li Ho Pyong         |
|      | Mongólia (MGL)        | Dugarsuren Ouinbold |

### Luta livre - 57-62 kg
| Pos. | País                  | Atletas                |
| ---- | --------------------- | ---------------------- |
|      | União Soviética (URS) | Magomedgasan Abushev   |
|      | Bulgária (BUL)        | Mikho Doekov           |
|      | Grécia (GRE)          | Giorgos Hadjiioannidis |

### Luta livre - 62-68 kg
| Pos. | País                  | Atletas           |
| ---- | --------------------- | ----------------- |
|      | União Soviética (URS) | Saipulla Absaidov |
|      | Bulgária (BUL)        | Ivan Yankov       |
|      | Iugoslávia (YUG)      | Šaban Sejdi       |

### Luta livre - 68-74 kg
| Pos. | País                 | Atletas            |
| ---- | -------------------- | ------------------ |
|      | Bulgária (BUL)       | Valentin Raitchev  |
|      | Mongólia (MGL)       | Jamtsying Davaajav |
|      | Checoslováquia (TCH) | Dan Karabin        |

### Luta livre - 74-82 kg
| Pos. | País                  | Atletas              |
| ---- | --------------------- | -------------------- |
|      | Bulgária (BUL)        | Ismail Abilov        |
|      | União Soviética (URS) | Magomedhan Aratsilov |
|      | Hungria (HUN)         | István Kovács        |

### Luta livre - 82-90 kg
| Pos. | País                    | Atletas           |
| ---- | ----------------------- | ----------------- |
|      | União Soviética (URS)   | Sanasar Oganesyan |
|      | Alemanha Oriental (GDR) | Uwe Neupert       |
|      | Polônia (POL)           | Aleksander Cichoń |

### Luta livre - 90-100 kg
| Pos. | País                  | Atletas              |
| ---- | --------------------- | -------------------- |
|      | União Soviética (URS) | Ilya Mate            |
|      | Bulgária (BUL)        | Slavtcho Tchervenkov |
|      | Checoslováquia (TCH)  | Július Strnisko      |

### Luta livre - +100 kg
| Pos. | País                  | Atletas        |
| ---- | --------------------- | -------------- |
|      | União Soviética (URS) | Soslan Andiev  |
|      | Hungria (HUN)         | József Balla   |
|      | Polônia (POL)         | Adam Sandurski |

## Luta greco-romana

### Luta greco-romana - até 48 kg
| Pos. | País                  | Atletas              |
| ---- | --------------------- | -------------------- |
|      | União Soviética (URS) | Zaksylik Ushkempirov |
|      | Romênia (ROM)         | Constantin Alexandru |
|      | Hungria (HUN)         | Ferenc Seres         |

### Luta greco-romana - 48-52 kg
| Pos. | País                  | Atletas           |
| ---- | --------------------- | ----------------- |
|      | União Soviética (URS) | Vakhtang Blagidze |
|      | Hungria (HUN)         | Lajos Rácz        |
|      | Bulgária (BUL)        | Mladen Mladenov   |

### Luta greco-romana - 52-57 kg
| Pos. | País                  | Atletas         |
| ---- | --------------------- | --------------- |
|      | União Soviética (URS) | Shamil Serikov  |
|      | Polônia (POL)         | Józef Lipień    |
|      | Suécia (SWE)          | Benni Ljungbeck |

### Luta greco-romana - 57-62 kg
| Pos. | País                  | Atletas            |
| ---- | --------------------- | ------------------ |
|      | Grécia (GRE)          | Stylianos Migiakis |
|      | Hungria (HUN)         | István Tóth        |
|      | União Soviética (URS) | Boris Kramorenko   |

### Luta greco-romana - 62-68 kg
| Pos. | País          | Atletas          |
| ---- | ------------- | ---------------- |
|      | Romênia (ROM) | Ştefan Rusu      |
|      | Polônia (POL) | Andrzej Supron   |
|      | Suécia (SWE)  | Lars-Erik Skiöld |

### Luta greco-romana - 68-74 kg
| Pos. | País                  | Atletas       |
| ---- | --------------------- | ------------- |
|      | Hungria (HUN)         | Ferenc Kocsis |
|      | União Soviética (URS) | Anatoly Bykov |
|      | Finlândia (FIN)       | Mikko Huhtala |

### Luta greco-romana - 74-82 kg
| Pos. | País                  | Atletas        |
| ---- | --------------------- | -------------- |
|      | União Soviética (URS) | Gennady Korban |
|      | Polônia (POL)         | Jan Dołgowicz  |
|      | Bulgária (BUL)        | Pavel Pavlov   |

### Luta greco-romana - 82-90 kg
| Pos. | País                  | Atletas         |
| ---- | --------------------- | --------------- |
|      | Hungria (HUN)         | Norbert Növényi |
|      | União Soviética (URS) | Igor Kanygin    |
|      | Romênia (ROM)         | Petre Dicu      |

### Luta greco-romana - 90-100 kg
| Pos. | País           | Atletas         |
| ---- | -------------- | --------------- |
|      | Bulgária (BUL) | Gheorghi Raikov |
|      | Polônia (POL)  | Roman Bierła    |
|      | Romênia (ROM)  | Vasile Andrei   |

### Luta greco-romana - +100 kg
| Pos. | País                  | Atletas              |
| ---- | --------------------- | -------------------- |
|      | União Soviética (URS) | Aleksandr Kolchinsky |
|      | Bulgária (BUL)        | Aleksandr Tomov      |
|      | Líbano (LIB)          | Hassan Bchara        |

## Quadro de medalhas da luta
| Ordem | País                  | Medalha de ouro | Medalha de prata | Medalha de bronze | Total |
| ----- | --------------------- | --------------- | ---------------- | ----------------- | ----- |
| 1     | URS União Soviética   | 12              | 3                | 2                 | 17    |
| 2     | BUL Bulgária          | 3               | 4                | 3                 | 10    |
| 3     | HUN Hungria           | 2               | 3                | 2                 | 7     |
| 4     | ROM Romênia           | 1               | 1                | 2                 | 4     |
| 5     | GRE Grécia            | 1               | 0                | 1                 | 2     |
| 6     | ITA Itália            | 1               | 0                | 0                 | 1     |
| 7     | POL Polônia           | 0               | 5                | 2                 | 7     |
| 8     | PRK Coreia do Norte   | 0               | 2                | 0                 | 2     |
| 9     | MGL Mongólia          | 0               | 1                | 1                 | 2     |
| 10    | GDR Alemanha Oriental | 0               | 1                | 0                 | 1     |
| 11    | TCH Checoslováquia    | 0               | 0                | 2                 | 2     |
| 11    | SWE Suécia            | 0               | 0                | 2                 | 2     |
| 13    | FIN Finlândia         | 0               | 0                | 1                 | 1     |
| 13    | YUG Iugoslávia        | 0               | 0                | 1                 | 1     |
| 13    | LIB Líbano            | 0               | 0                | 1                 | 1     |